# بوبو من تريفين
بوبو من تريفين (بالألمانية: Poppo von Treffen) (أيضا فولفغانغ) هو البطريرك السابع والخمسون لأكويليا 1019-1045.
في 1020، قاد بوبو أصغر الجيوش الثلاثة بقيادة الإمبراطور هنري الثاني في حملته على إيطاليا. عبر بوبو جبال الأبينيني وانضم إلى الآخرين في حصار ترويا وهي قلعة جديدة بناها كتبان إيطاليا باسيل بويوانس البيزنطي. فشل الحصار وعادت كافة الأطراف إلى ديارها.